# Boutan Rocks
Die Boutan Rocks sind eine kleine Gruppe von Rifffelsen vor der Danco-Küste des westantarktischen Grahamlands. Sie liegen 2,5 km südwestlich von Bruce Island.
Die Inselgruppe ist unbenannt erstmals auf einer argentinischen Landkarte aus dem Jahr 1954 aufgeführt. Das UK Antarctic Place-Names Committee benannte sie 1960 nach dem französischen Naturforscher Louis Boutan (1859–1934), einem Pionier der Unterwasserfotografie.